# بتشوو
بتشوو (به چکی: Bečov) یک منطقهٔ مسکونی در جمهوری چک است که در ناحیه موست واقع شده‌است. بتشوو ۲۸٫۲۳ کیلومتر مربع مساحت و ۲٬۰۱۲ نفر جمعیت دارد و ۲۵۵ متر بالاتر از سطح دریا واقع شده‌است.